# Asparagus chimanimanensis
Asparagus chimanimanensis — вид рослин із родини холодкових (Asparagaceae).

## Біоморфологічна характеристика
Це прямовисний кущ 40–50 см заввишки. Стебло і гілки з правильним розгалуженням, ребристі, голі. Колючки на головних стеблах і нижніх гілках, довжиною 2–5 мм, загнуті донизу; колючки знизу квіток відсутні. Кладодії в пучках по 2–4, 5–10 × 1 мм, загострені на верхівці. Суцвіття просте чи складне, 20–45 мм завдовжки. Квітки поодинокі чи в пучках по 2–4. Ягода 7–9 мм у діаметрі.

## Середовище проживання
Ареал Зімбабве, Мозамбік.
Росте серед скель.